# Trio pour piano en un mouvement
Le Trio pour piano en un mouvement est un trio pour piano, violon et alto (ou clarinette). C'est la première œuvre de musique de chambre du compositeur britannique Arnold Bax, écrite en 1906.

## Contexte
Le Trio pour piano en un mouvement, que le jeune Arnold Bax appelait op. 4, est une partition d'envergure, qui commence cependant à montrer les traces du compositeur mature, en particulier dans la partie de piano ambitieuse et entraînante,. La musique n'est pas datée et le manuscrit est perdu,. Sa dédicace, qui va au compositeur irlandais A. J. Rowan-Hamilton, compagnon d'Arnold Bax lors d'un long séjour dans la ville saxonne de Dresde en 1906, suggère sa date éventuelle,. Publiée en 1907, c'est la première œuvre de longue haleine du compositeur à paraître sous forme imprimée,. La partition publiée pour piano, violon et alto (et Arnold Bax place le piano en premier) a été clairement influencée par le virtuose de l'alto Lionel Tertis, qui est très actif à cette époque, et qui persuade Arnold Bax comme nombre de ses contemporains d'écrire pour lui,. Cependant, dans ce trio, le compositeur indique que la partie d'alto peut également être jouée à la clarinette. En effet, la partie d'alto se retrouve fréquemment dans sa tessiture la plus aiguë, ce qui n'est pas le plus adapté à cet instrument. De plus, lors de ses études à la Royal Academy of Music, Arnold Bax a brièvement étudié la clarinette, en tant qu'interprète. De fait, il est possible qu'il ait écrit la partie pour cet instrument et qu'il ne l'a révisée que plus tard pour Lionel Tertis. Ici, Arnold Bax incorpore des éléments de musique folklorique irlandaise, mais ils ne dominent jamais, et il ne s'agit jamais d'une œuvre ouvertement « irlandaise ». Le compositeur essaye de réconcilier ses modèles du moment, illustrés par une section au rythme de valse, avec ses inspirations irlandaise, dont les éléments de musique folklorique imprègnent l'œuvre, dans une même écriture, essentiellement pianistique.

## Discographie
- Clarinet Sonatas/Piano Trio/Trio in One Movement, Robert Plane (clarinette), Benjamin Frith (piano), Alice Neary (violoncelle), Gould Piano Trio, Naxos, 8.557698, mai 2006.
- Viola Sonata/Concert Piece/Legend/Trio in one Movement, Laurence Jackson (violin), Martin Outram (alto), Julian Rolton (piano), Naxos, 8.557784, novembre 2006.